# Glenn, the Great Runner
Glenn, the Great Runner är en svensk animerad kortfilm från 2004 i regi av Anna Erlandsson. Filmen handlar om löparen Glenn som ska ut och tävla.
Filmen producerades av Lisbet Gabrielsson och manuset skrevs av Anna Erlandsson. Stina Minnhagen och Stina Norlin komponerade musiken och Margus Peensaar var klippare. Filmen premiärvisades den 24 januari 2004 på Göteborgs filmfestival och visades senare samma år på Umeå filmfestival och Uppsala kortfilmsfestival. Den har även visats av Sveriges Television vid flera tillfällen.
Glenn, the Great Runner belönades med en Guldbagge 2005 för Bästa kortfilm.